# Золотуха (Білоцерківський район)
Золоту́ха — село в Україні, у Сквирській міській громаді Білоцерківського району Київської області. Населення становить 176 осіб.

## Географія
Селом тече струмок Безіменний.

## Населення

### Мова
Розподіл населення за рідною мовою за даними перепису 2001 року:
| Мова       | Кількість | Відсоток |
| ---------- | --------- | -------- |
| українська | 175       | 99.43%   |
| російська  | 1         | 0.57%    |
| Усього     | 176       | 100%     |